# ベロベロベースボール
『ベロベロベースボール』は、河合じゅんじが『月刊まんがパロ野球ニュース』（竹書房）に1990年から1993年まで連載していた野球ギャグ漫画。コミックスは全2巻。

## 概要
日本のプロ野球界を舞台に、様々なプロ野球選手・関係者によって繰り広げられるギャグ漫画。登場人物は実在するプロ野球選手がカタカナ表記で登場している。『かっとばせ!キヨハラくん』は児童を対象にしているが、『ベロベロベースボール』は大人を対象にしている漫画で、主役は全プロ野球選手である。
スター・システムを応用している漫画で、『かっとばせ!キヨハラくん』、『いけいけ!!スワローズ』等に登場していた野球選手のキャラと同じキャラクターでこの漫画に登場している野球選手が殆どである（キヨハラ、モリ監督等、一部別のキャラクターに作り変えられている者もいる）。ただし作品同士はパラレルな世界観であり、作品同士の繋がりは全く無い。
野球選手以外には、トクミツカズオ（徳光和夫）、ナカイミホ（中井美穂）、タカシマタダオ（高島忠夫）、カワシマエーゴ（河島英五）、セキネツトム（関根勤）等が登場した。

### かっとばせ!キヨハラくんのパロディー
かっとばせ!キヨハラくんのパロディーが描かれた物もある。
- ヨシクニコミッショナーが1992年の日本シリーズを盛り上げるために、西武の相手を阪神・巨人・ヤクルトの連合軍で日本シリーズを開催する事を決めたという話は、『かっとばせ!キヨハラくん』に於いて、板急のウエダ監督がパリーグで南海、近鉄の3球団で関西鉄道連合軍を結成して、西部に戦いを挑んだというストーリーと類似している。
- 広島のルーキー投手、ササオカが金粉を塗って登場したのは、『かっとばせ!キヨハラくん』に於いて福岡タイエーのワカタベが金粉を塗って登場したシーンと類似している。
- オリックスのヤマウチコーチがブーマーのバッティング姿勢を維持させるために取った方法（体をロープでグルグル巻き、頭に重りを付けるというやり方）は『かっとばせ!キヨハラくん』に於いて、キヨハラとクワタがヤグルトのナガシマを相手に全く同じ事をさせていた。
- ダイエーのタブチ監督が提案した両リーグの最下位同士が戦い合って、最下位日本一を決める逆日本シリーズはその後、15年後のモリモリッ!ばんちょー!!キヨハラくん内で再び開催されている（ちなみに阪神対ダイエーの日本シリーズは13年後の2003年に王貞治（ダイエー）・星野仙一（阪神）両監督の指揮で実現した）。[1]

## 主な登場人物

### パ・リーグ

#### 西武ライオンズ
モリ監督（森祇晶）
どんな時も本音を言わない。周り曰く狸。いつもトイレに行き、便器に腰掛けると性格が変わる。
監督／背番号は81。
クロエコーチ（黒江透修）
モリ監督の腹心。意外にお茶目な性格。クロエ作と呼び、自身でギャグを考えたりしている。
ヘッドコーチ／背番号は85。
ワダ二軍監督（和田博美）
疫病神の噂を持ったナカオを、一軍に推薦した。1992年退団。
二軍監督／背番号は88。
スギヤマケント（杉山賢人）
1993年入団。リンゴみたいな頬っぺたが特徴。この頬っぺたが原因で、周りは彼の顔を見るとついりんごの歌を歌ってしまう。
投手／背番号は29。
ワタナベヒサノブ（渡辺久信）
元はプレイボーイだったが、若くして髪が薄くなってしまった。現在は髪の毛一本一本に名前を付けて可愛がっている。
投手／背番号は41。
シオザキ（潮崎哲也）
1990年入団。その可愛らしさは西武のキャッチャー達を虜にするほど。よく小学生と間違えられている。
投手／背番号は16。
クドー(工藤公康）
笑ってよ!!タネダくんに置いて、タネダはクドーの目玉が好きという設定になっている。肘に爆弾を抱えている。
投手／背番号は47。
ナカオ（中尾孝義）
1992年、巨人より移籍。「ナカオイタカユ病」という持病を持っている。1993年引退。
捕手／背番号は22（巨人）→14（西武）。
キヨハラ（清原和博）
登場している漫画によって性格・顔の描かれ方が変わっている。どっか抜けている性格。関西弁で喋っている。
内野手／背番号は3。
イシゲ（石毛宏典）
別名：鼻の穴男。そのネタ以外だと、離婚をしている事がネタにされていた（実際の石毛はその後、再婚をするも再び離婚）。
内野手／背番号は7。
ツジ（辻発彦）
嫌らしいという面に掛けては、恐らくチームナンバーワン。
内野手／背番号は5。
タナベ（田辺徳雄）
無精髭が原因なのか、かなりのオッサン顔。これでもまだ25歳。
内野手／背番号は6。
アキヤマ（秋山幸二）
特技はバック転。花粉症持ち。
外野手／背番号は1。
デストラーデ（オレステス・デストラーデ）
ベーブルースの真似が得意。どっか周りの空気を読めない所がある。無表情キャラ。1992年退団。
外国人内野手／背番号は39。
ツツミオーナー（堤義明）
血も涙も無い非情な性格。
オーナー

#### 近鉄バファローズ
オーギ監督（仰木彬）
謎のオーギマジックを巧みに操って、チームを勝利へ導いた名将。1992年勇退。
監督→解説者／背番号は71。
スズキ監督（鈴木啓示）
1993年就任。性格は頑固者。「ピッチャーは必ず完投」に拘っている。
監督／背番号は70。
ナカニシコーチ（中西太）
オーギ監督の右腕。かなり性格はお茶目。自分のお腹が大きい事を周りに自慢している。1990年退団。1992年は巨人のコーチになった。
ヘッドコーチ／背番号は77（近鉄）→70（巨人）。
スミトモコーチ（住友平）
1991年就任。間の抜けている顔だと、オーギ監督に指摘された。
守備走塁コーチ／背番号は74。
イマヅコーチ（今津光男）
1992年就任。彼が喋った事はどんな事も凄く大事に聞こえてしまう。
守備走塁コーチ／背番号は77。
サトーコーチ（佐藤道郎）
中日、近鉄の投手コーチ。何故か、ど根性タイプの監督と当たる事が多い。
投手コーチ／背番号は76（中日）→75（近鉄）。
ナシダコーチ（梨田昌孝）
草根魂に対してのブレーキ役。1993年就任。
バッテリーコーチ／背番号は73。
アワノ（阿波野秀幸）
近鉄のエース。しかしノモが注目され始めると、一転影の薄い存在になった。ボーク後遺症を持っている。
投手／背番号は14。
ノモ（野茂英雄）
1990年入団。どんな時もマイペースな大物ピッチャー。ただし奥さんの話になると弱い。
投手／背番号は11。
カトーテツ（加藤哲郎）
「巨人打線はロッテ以下」という名言を吐いた事がある。物凄く口の悪い性格。
投手／背番号は30。
コイケ（小池秀郎）
1993年入団。2年前の事件の影響で、カトー同様感じの悪い性格になっている。
投手／背番号は23。
アライ（新井宏昌）
年がら年中無表情。足の裏を擽られても表情を変えない。
外野手／背番号は9。
イシイ（石井浩郎）
4番打者。耳がかなり大きい。かなりの老け顔。
内野手／背番号は3。
リード（ジェシー・リード）
指名打者、タナカクニエ（田中邦衛）とそっくりな外国人。
外国人外野手／背番号は35。
カネムラ（金村義明）
オーギ監督の柔軟運動中、足で踏んづけられた。
内野手／背番号は6。
スズキタカヒサ（鈴木貴久）
カネムラの次にオーギ監督の柔軟運動中で踏んづけられた。
外野手／背番号は2。
マエダ球団代表（前田泰男）
日米野球に置いて、ノモの登板にクレームを付けた。
球団代表

#### 日本ハムファイターズ
コンドー監督（近藤貞雄）
ホモセクハラ大好きなキス魔。怒るとハイネックを下げて、首のしわを見せようとする。1991年退任。
監督→解説者／背番号は63。
ドバシ監督（土橋正幸）
1992年就任。「江戸っ子」監督。やる事なす事全て過激な親父。気が荒く、喧嘩っ早い。金は持たない主義。
解説者→監督／背番号は72。
タカハシコーチ（高橋一三）
いつも怒っている様な表情が特徴。
投手コーチ／背番号は83。
ニシザキ（西崎幸広）
日本ハム不動のトレンディエース。コンドー監督のお気に入り。腰に持病持ち。
投手／背番号は21。
タケダ（武田一浩）
大の熱帯魚マニア。熱帯魚の位牌を作っている。
投手／背番号は4。
コーノ（河野博文）
以前失踪事件を起こした事で周りから心配されている。
投手／背番号は18。
オーシマ（大島康徳）
現役生活26年の大ベテラン。
内野手／背番号は11。
ウエダ（上田佳範）
1992年入団。甲子園のアイドル。いつもニコニコしている。
外野手／背番号は12（登場時）→44（1993年以降）。
ウィンタース（マット・ウインタース）
本編では活躍してなかったが、巻末のコラムに紹介されている。被り物が大好き。いつも観客を楽しませる人気者。
外国人外野手／背番号は10。
カワハギ
ヤハギ（矢作公一）、カワナ（川名慎一）の合体によって誕生した（合体と言っても肩車をさせているだけ）。
？／背番号は3327。

#### ロッテオリオンズ→千葉ロッテマリーンス
カネダ監督（金田正一）
とにかく豪快。1991年、退任後も暫くは監督の気分が抜けていなかった。
監督→解説者／背番号は34。
ヤギサワ監督（八木沢荘六）
1992年就任。前任と違って性格はまとも。顔は興奮すると膨らんで大きくなる。
監督／背番号は80。
ムラタチョージ（村田兆治）
1990年引退。引退後、オチアイに最後の勝負を申し込んだ。
投手→解説者／背番号は29。
イラブヒデキ（伊良部秀輝）
速い球を投げるも、コントロールが定まらない。
投手／背番号は18。
ヨシダ（吉田篤史）
1992年入団。ドラフト1位だが、7位イチバ（市場孝之）、8位コバヤシ（小林至）の話題性が原因であまり目立たない。
投手／背番号は21。
ムトー（武藤潤一郎）
1993年入団。カワシマエーゴに自分をモチーフにしている、歌を作って欲しいと依頼していた。
投手／背番号は17。
マエダ（前田幸長）
コミヤマ（小宮山悟）
ロッテの左右のエース。カネダ前監督、自慢の最高傑作。
投手／背番号は11（マエダ）、14（コミヤマ）。
タカハシヨシヒコ（高橋慶彦）
気難しい所のある問題児。渡る球団先でよくトラブルを起こしている。
内野手／背番号は2（広島）→5（ロッテ）→2（阪神）。
タンバ（丹波健二）
1992年入団。強烈なアッパースイングを特徴にしている。
内野手／背番号は12。
ウノ（宇野勝）
1993年、中日より移籍。珍プレーの生みの親だと、後輩達に勝手に尊敬されている。
内野手／背番号は7（中日）→2（ロッテ）。
アイコー（愛甲猛）
過去の恥ずかしい写真で、ヤギサワ監督に脅されていた。
内野手／背番号は9。
シマダ（島田茂）
物凄く怖い顔をしている。
外野手／背番号は44。
ティアズ（マイク・ディアズ）
あだ名はランボー。新外人のマックス（マックス・ベナブル）と駄洒落を言って遊んでいた。1992年退団。
外国人外野手・捕手／背番号は4。
シゲミツオーナー代行（重光昭夫）
「ゲゲゲのキタローみたいな人」（アラカワ（荒川博）談）。
オーナー代行（シゲミツオーナー（重光武雄）の息子）

#### 福岡ダイエーホークス
タブチ監督（田淵幸一）
明るい性格のお調子者。1992年辞任。
監督／背番号は81。
ネモト監督（根本陸夫）
1993年就任。以前は西武の黄金時代を支えた裏方。出番は1コマだけ。
監督／背番号は81。
クロダコーチ（黒田正宏）
以前はモリ・西武に置いて、参謀だった。タブチに手を焼いている。1991年退団。
ヘッドコーチ／背番号は85。
ワカタベ（若田部健一）
1992年入団。大きい眉毛を持っていて、嬉しくなるともっと大きくなる。
投手／背番号は14。
オーコシ（大越基）
1993年入団。カワウソくんに似ている。
投手／背番号は19。
カトー（加藤伸一）
去年の勝ち頭。現在は肩を故障している。タブチは無茶苦茶な考えで肩の故障を直そうとした。
投手／背番号は17。
ババ（馬場敏史)
タブチの提案により、ジャイアントババ（ジャイアント馬場）に役を奪われそうになった。
内野手／背番号は39。
ヤマモト（山本和範）
ドラキュラ伯爵を連想するような顔立ちをしている。歯槽膿漏が弱点。
外野手／背番号は29。
オーノ（大野久）
1991年、阪神より移籍。三塁ベースを走塁中、転んだ事がある。
外野手／背番号は2。
バナザード（トニー・バナザード）
アップショー（ウィリー・アップショー）
仕事・プライベートをきっちり分けるタイプ。居残り練習を嫌う。
外国人内野手／背番号は9（バナザード）、7（アップショー）。
ナカウチオーナー（中内㓛）
関西弁を使う。ワカタベの一発芸が見たいが為にわざわざ現場にやってきた。
オーナー

#### オリックス・ブルーウェーブ
ドイ監督（土井正三）
1991年就任。「かあさんの歌」をよく歌っている。
監督／背番号は75。
ヤマウチコーチ（山内一弘）
1991年就任。一度教え始めたら、辞められない性格。別名：歩くかっぱえびせん。
ヘッド兼打撃コーチ／背番号は83。
パンチ・サトー（佐藤和弘）
1990年入団。プロ野球界の演歌野郎。何でもかんでもマラソンに例えようとする。
外野手／背番号は45。
タカハシサトシ（高橋智)
オリックスの巨大ロボ。
外野手／背番号は44。
イシミネ（石嶺和彦）
主砲だが、肝炎を起こす事がある。ドイを馬鹿にしている。
外野手／背番号は3。
タグチソウ（田口壮）
1992年入団。何を聞かれても「ソウです」としか、答えない。
外野手／背番号は6。

### セ・リーグ

#### 読売ジャイアンツ
クワタ（桑田真澄）
「かっとばせ!キヨハラくん」に登場している者と性格は同じ。ただしこの漫画だと脇役。
投手／背番号は18。
フジタ監督（藤田元司）
何かと周りの強烈なキャラに流される傾向がある。1992年勇退。
監督／背番号は73。
ナガシマシゲオ監督（長嶋茂雄）
1993年就任。プロ野球界のスーパースター。しかしその実態はただの大ボケのオッサン。
監督／背番号は33。
タカダコーチ（高田繁）
1992年就任。いつもニコニコと穏やかな人。僅か1年で退団。
ヘッドコーチ／背番号は72。
ナカハタコーチ（中畑清）
1993年就任。ナガシマ監督の右腕。
解説者→打撃コーチ／背番号は72。
マツバラコーチ（松原誠）
「壊し屋」の異名を持っている。周りが色んな意味で恐れている存在。1991年退団。
打撃コーチ／背番号は75。
ミノダコーチ（簑田浩二）
1990年引退。その後、コーチに転身。オガタ（緒方耕一）にチョコレートで買収された。
守備・走塁コーチ／背番号は71。
マチダ二軍監督（町田行彦）
モトキの大ボケに手を焼いている。
二軍監督／背番号は701。
サイトー（斎藤雅樹）
エース。いつもシマリのない顔を出している。
投手／背番号は11。
タニグチ（谷口功一）
1992年入団。人を口内に収納出来るほどの大きい口を持つ。
投手／背番号は25。
ニシヤマ（西山一宇）
1993年入団。同期のマツイに対抗意識を燃やしている。
投手／背番号は47。
モンナ（門奈哲寛）
1993年入団。かなりの老け顔。
投手／背番号は51。
ハシモト（橋本清）
特徴はセリーグのピッチャー・ナンバーワンの面白い顔。
投手／背番号は30。
オークボ（大久保博元）
1992年、西武より移籍。渾名は「でーぶ」。納豆が好き。
捕手／背番号は45（西武）→22（巨人）。
ハラ（原辰徳）
周りから、頼りない4番だと言われている。
外野手→内野手／背番号は8。
コマダ（駒田徳広）
馬面の男。いつも「ヒヒーン」と言う癖がある。
内野手／背番号は10。
モトキ（元木大介）
1991年入団。かなりの大ボケ野郎。
内野手／背番号は37。
ウエダ（上田和明）
ベンチ内における、ムードメーカー。モトキの教育係。
内野手／背番号は23。
シノヅカ（篠塚和典）
以前は安打製造機と呼ばれた名打者だったが、年々出番が減っていき代打で出るが、「壊し屋」のマツバラだけは嫌がる。
内野手／背番号は6
オーモリ（大森剛）
1990年のドラフト1位。そのため、成績は悪くても何かとネタにされる。
内野手／背番号は24。
カワイ（川相昌弘）
送りバントの達人。顔が老けている為、「ジイ」という渾名で呼ばれている。
遊撃手／背番号は0。
マツイ（松井秀喜）
1993年入団。未成年と思えない貫禄を持っている。『コロコロ』に置いて、キヨハラの後を受けて、漫画の主役に選ばれた。
外野手／背番号は55。
ロ・メイシ（呂明賜）
デラクルーズ（ヘクター・デラクルーズ）
フジタは2人を競争させる予定だった。しかし最終的にどっちも大した成績を残していない。
外国人外野手／背番号は12（ロ・メイシ）、49（デラクルーズ）。
ショーリキオーナー（正力亨）
よく現場に口を出している為に、周りから反感を買っている。
オーナー
ワタナベ球団社長（渡邉恒雄）
かなりのワンマン社長。昼間から酒を飲んでいる事が多い。
球団社長

#### 中日ドラゴンズ
ホシノ監督（星野仙一)
短気、わがまま、暴力的、自己中心的な凶暴性の強い男。
監督→解説者／背番号は77。
タカギ監督（高木守道）
1992年就任。受け答えが非常に遅く、パッパと喋る事が出来ない。
監督／背番号は81。
イワモトコーチ（岩本好広）
中日における乱闘要員その１。乱闘における切り込み隊長。
内野手→走塁コーチ／背番号は4（現役）→83（コーチ）。
コマツ（小松辰雄）
エースだが、実は内転筋に爆弾を抱えている。
投手／背番号は20。
ヨダ（与田剛）
1990年入団。肩は殺傷能力を持っているほどで、かなり尖っている。ホシノに大事にされている。
投手／背番号は29。
モリタ（森田幸一）
1991年入団。かなり身長が低い。
投手／背番号は45。
オチアイエイジ（落合英二）
1992年入団。物凄い性格は謙虚。同姓のオチアイ（落合博満）によく間違えられる。
投手／背番号は19。
ナカムラ（中村武志）
ホシノによく殴られているが、実は殴られる事に快感を覚えていた。
捕手／背番号は39。
オチアイヒロミツ（落合博満）
名前の通り、かなり落ち着いている性格。恐妻家。
内野手／背番号は6。
タツナミ（立浪和義）
PL学園出身。未だに高校の先輩であるキヨハラが苦手。
内野手／背番号は3。
タイホー（大豊泰昭）
台湾出身なために、日本語を完璧に理解していない。
内野手／背番号は55。
コマツザキ（小松崎善久）
中日における乱闘要員その2。1991年引退。
外野手／背番号は34（日ハム）→30（中日）。
アンダーソン（スコット・アンダーソン）
首が異常に長い外国人。性格はかなりの神経質。
外国人投手／背番号は28。
ディステファーノ（ベニー・ディステファーノ）
乱闘になると暴れまくる。その凶暴性はホシノすら、鬱陶しいと思っているほど。
外国人外野手／背番号は30。

#### 広島東洋カープ
ヤマモト監督（山本浩二）
基本的に性格は明るい。ホシノとは喧嘩するほど仲の良い関係。
監督／背番号は88。
オーシタコーチ（大下剛史)
別名：鬼軍曹。いつもガミガミ言う。
ヘッドコーチ／背番号は71。
ササオカ（佐々岡真司）
1990年入団。吹出物に悩んでいる。
投手／背番号は18。
キタベップ（北別府学）
赤い頬っぺたがトレードマークの大エース。
投手／背番号は20。
タツカワ（達川光男）
広島弁が印象的。よく球が体に当たったと嘘をついて、塁に出る事がある。またよくコンタクトを無くしている。1992年引退。
捕手→解説者／背番号は40。
ショーダ（正田耕三）
猿とそっくりな顔。最近若い奥さんを貰った。
内野手／背番号は4。
コバヤカワ（小早川毅彦）
奥さんはキャスターのアカマユーコ（赤間裕子）（現在は離婚）
内野手／背番号は6。
エトー（江藤智）
彼の顔は、見ていて思わず笑ってしまうほど。
内野手／背番号は33。

#### ヤクルトスワローズ
アラキダイスケ（荒木大輔）
巨人軍にトレードされ、ヤマシタ（山下大輔）、モトキ（元木大介）の3人でダイスケトリオを結成する事に。
投手／背番号は11。
ニシムラ（西村龍次）
心臓部分に毛が生えている。
投手／背番号は29。
イトー（伊藤智仁）
ミツビシ自動車（三菱自動車）出身。キーをお尻に刺さないと本気の球を投げられない。1993年入団。
投手／背番号は20。
フルタ（古田敦也）
元々は暗い性格だった。次第に穏やかな感じに性格が変わっていった。
捕手／背番号は27。
イーダ（飯田哲也）
足が速い猿顔の1番バッター。
外野手／背番号は58（登場時）→2（1991年以降）。
バートサス（ティム・バートサス）
身長は2メートル。しかし野球の成績はさっぱり。乱闘を止める際の壁にしか使えない。
外国人投手／背番号は16。
ハウヘル（ジャック・ハウエル）
現役の大リーガー。鼻が普通の人よりちょっと高い。
外国人内野手／背番号は16。
キャラクターの一部はいけいけ!!スワローズの登場人物を参照。

#### 横浜大洋ホエールズ→横浜ベイスターズ
スドー監督（須藤豊）
明るい性格。得意な事はスキンシップ。1992年、途中で退任。
監督／背番号は78。
コンドー監督（近藤昭仁）
1993年就任。以前、巨人のコーチをやっていた。
巨人ヘッドコーチ→監督／背番号は72（カイアンツ）→60（横浜）。
ヤマシタコーチ（山下大輔）
1993年就任。ハゲで有名な人。
解説者→内野守備コーチ／背番号は80。
サイトーアキオ（斉藤明夫）
怖い表情のピッチャーだが、実はホモっぽい所がある。1993年引退。
投手／背番号は17。
コヒヤマ（小桧山雅仁）
1993年入団。大変な酒豪。
投手／背番号は30。
ササキ（佐々木主浩）
1990年入団。腰を守るという理由で、パンツ10枚を重ねて履いている。
投手／背番号は22。
イマクルス（今久留主成幸）　
特徴はセリーグのキャッチャー・ナンバーワンの面白い顔。
捕手／背番号は57。
イチカワ（市川和正）
ボール・ストライクの見極めが得意。
捕手／背番号は33。
タシロ（田代富雄）
顔がかなり大きい。横浜の大型扇風機。
内野手／背番号は26。
タカギユタカ（高木豊）
スドー監督のお気に入り。
内野手／背番号は3。
カトーヒロカズ（加藤博一）
第2のバンドー（板東英二）と言われている人。1990年引退。
外野手→解説者／背番号は44。
ポンセ（カルロス・ポンセ）
マイヤーの入団により、第3の外人となった。悲しい外人。
外国人外野手／背番号は7。
マイヤー（ジョーイ・マイヤー）
スドー監督を気に入っている。1990年のたった1年在籍。
外国人外野手／背番号は23。
レイノルズ（R・J・レイノルズ）
1991年入団。足の速さが自慢。いつもランニングをしている。
外国人外野手／背番号は23（横浜）→33（近鉄）。

#### 阪神タイガース
ナカムラ監督（中村勝広）
ミスター・スポックのような髪型とよく言われている。
監督／背番号は71。
カワトーコーチ（川藤幸三）
外野のコーチだが、外野ノックは出来ない。浪速の春団治。1991年退団。
外野守備コーチ→総合コーチ／背番号は77。
カサイ（葛西稔）
1990年入団。他所の新人のレベルが高い事が悲劇を生んだ、苦労人。
投手／背番号は13。
イノマタ（猪俣隆）
阪神における、ノーコン・その1。かなり気が弱い。
投手／背番号は25。
ナカダコージ（仲田幸司）
別名：マイク・ナカダ。阪神における、ノーコン・その2。
投手／背番号は34。
タムラ（田村勤）
クールに見えて、実は極端な上がり症。
投手／背番号は36。
アダチ（安達智次郎）
1993年入団。ナカダを尊敬している。 生野菜が食べられない。
投手／背番号は12。
キド（木戸克彦）
30代前半にしてハゲしまった。お凸が広い事をネタにしている。
捕手／背番号は22。
オカダ（岡田彰布）
藤山寛美にそっくり。晩年は衰えによって、成績はかなり落ちていた。
内野手／背番号は16。
マツナガ（松永浩美）
ナカムラ監督の髪型を研究している。元オリックス。
内野手／背番号は8（オリックス）→2（阪神）。
ハギワラ（萩原誠）
1992年入団。入団当時、カケフの後釜と言われていた。
内野手／背番号は31。
ワダ（和田豊）
1番打者なため、何かと出番が多い。
遊撃手／背番号は6。
カメヤマ（亀山努）
阪神の人気者。性格はポーカーフェイス。
外野手／背番号は67（登場時）→00（1992年以降）。
シンジョー（新庄剛志）
阪神の人気者。いつもヘラヘラしている。
外野手／背番号は63（登場時）→5（1993年以降）。
フィルダー（セシル・フィルダー）
元阪神の外国人。退団後、メジャーに置いて大活躍。
外国人内野手／背番号は44。

### その他

#### プロ野球ニュースのキャスター・解説者
ナカイミホ（中井美穂）
プロ野球ニュースの紅一点。いつも笑っている。
ノザキマサカズ（野崎昌一）
プロ野球ニュース・総合キャスター。
パンチョイトー（パンチョ伊東）
本編で2回登場している。1回目、2回目で性格が変わっている。
パリーグ広報部長（ドラフト会議の司会者）→解説者。
ニシモト（西本幸雄）
プロ野球ニュースでのご意見番。
近鉄監督→（1981年勇退）→解説者。
ヤザワケンイチ（谷沢健一）
プロ野球ニュースに置いて、何かと出番の多い人。
中日外野手→（1986年引退）→解説者。
ヒラマツマサジ（平松政次）
ウディ・アレンにどっか似ている人。
大洋投手→（1984年引退）→解説者。
ベッショ（別所毅彦）
何かと過去の栄光を自慢している。いつも「ガハハハ」と笑っている。
ヤクルト監督→（1970年解任）→解説者。
シバタ（柴田勲）
解説に置いて、巨人贔屓が酷い。
巨人守備走塁コーチ→（1985年退団）→解説者。
セキネ（関根潤三）
よくドバシと競演している（その際、ドバシの宥め役になっている場合が多い）。
ヤクルト監督→（1989年退任）→解説者。
オーヤ（大矢明彦）
キャッチャー出身として、フルタアツヤの事を買っている。
ヤクルト捕手→（1985年引退）→解説者。
スズキタカマサ（鈴木孝政）
中日のインタビューで、ホシノの用意したドッキリに引っかかった。
中日投手→（1989年引退）→解説者。
モリナガ（森永勝也）
ヤマモトコージにとっての大先輩。
広島監督→（1974年辞任）→解説者。

#### その他の野球関係者・解説者
ゴンドー（権藤博）
近鉄の投手陣に慕われている。一方監督のオーギと険悪な関係。
近鉄投手コーチ→（1989年退団）→解説者→ダイエー投手コーチ（1991年以降）。
エガワ（江川卓）
元巨人軍・エース。性格はマイペース。笑う事は苦手。
巨人投手→（1987年引退）→解説者。
カケフ（掛布雅之）
ミスタータイガース。解説では時折出鱈目な事を言う。
阪神内野手→（1988年引退）→解説者。
ハリモト（張本勲）
3000本安打の記録を持っている、打撃の職人。教え方は下手。
日ハム・巨人・ロッテ外野手→（1981年引退）→解説者。
キヌガサ（衣笠祥雄）
広島・時期監督候補。ゴリラとそっくりな人。
広島内野手→（1987年引退）→解説者。
ムラヤマ（村山実）
阪神の名投手。「先発完投出来ないピッチャーはピッチャー失格」と言う、考えを持ったメンバーの中で一番まとも。
阪神監督→（1989年退任）→解説者。
イナオ（稲尾和久）
西鉄（現西武）の名投手。ベッショ、ムラヤマを加え、3人で登場した。
ロッテ監督→（1986年退任）→解説者。
アラカワ（荒川博）
オー（王貞治)を育てたという話を事ある事に自慢している。人の話を聞かない性格。
ヤクルト監督→（1976年辞任）→解説者→ロッテ臨時打撃コーチ（1993年）。
バンドー（板東英二）
元野球選手の面影を感じない。現在は完璧なタレント。
中日投手→（1969年引退）→解説者・タレント。
トクミツ（徳光和夫）
ナガシマシゲオの事を愛している。熱狂的な巨人ファン。渾名はトクさん。涙もろい性格。
日本テレビアナウンサー（1989年退社） → フリーアナウンサー。
ヨシクニコミッショナー（吉國一郎）
1992年の日本シリーズを、西武対巨人・阪神・ヤクルトの連合軍と変えてしまった。

#### 野球選手の親族
オチアイノブコ（落合信子）
オチアイ（落合博満）の妻。所謂、姉さん女房。
オチアイフクシ（落合福嗣）
オチアイの一人息子。どこでもオシッコをしてしまう、困った所がある。
ステーシー・フィルダー（ステーシー・フィルダー）
セシル・フィルダーの妻（現在は離婚）。
ノモキクコ（野茂紀久子）
ノモ（野茂英雄）の妻。1990年結婚。よくキヨハラは彼女をネタにして、ノモをからかっている。

#### 芸能界
タカ島ダダ夫（高島忠夫）
司会者。無駄にテンションの高いオッサン。
セキネツトム（関根勤）
物真似タレント。チバシンイチ（千葉真一）の物真似が得意。
カワシマエーゴ（河島英五）
シンガーソングライター。ムトー（武藤潤一郎） に自分をモチーフにしている歌を考えて欲しいと頼まれていた。
タカ島マサヒロ（髙嶋政宏）
タカ島マサノブ（高嶋政伸）
俳優。タカ島ファミリーの一員（長男はマサヒロ、次男はマサノブ）。

#### 全日本プロレス
ジャイアントババ（ジャイアント馬場）
全日本プロレス・社長レスラー。とても手足が長い。「アッポ」しか喋らない。

## 最終回について
最終回は、面白い顔の選手を優先してオールスターに選ぶというストーリーだった。
1993年のオールスターに置いて、突然選抜方法が変わった。
成績関係無く、セパ両リーグのポジション別で1番面白い顔の選手・18人が代表で選ばれた。
※成績は1993年度・シーズン終了時のもの

### セリーグ代表
投手
| 守備位置 | 氏名   | 所属球団         | 登 板 | 勝 利 | 敗 戦 | セ 丨 ブ | 奪 三 振 | 防 御 率 | 通算成績                                    |
| -------- | ------ | ---------------- | ----- | ----- | ----- | -------- | -------- | -------- | ------------------------------------------- |
| 投手     | 橋本清 | 読売ジャイアンツ | 52    | 6     | 4     | 3        | 91       | 1.83     | 134試合 9勝12敗8セーブ 186奪三振 防御率3.17 |

野手
| 守備位置 | 氏名         | 所属球団           | 試 合 | 打 数 | 安 打 | 本 塁 打 | 打 点 | 盗 塁 | 打 率 | 通算成績                                                       |
| -------- | ------------ | ------------------ | ----- | ----- | ----- | -------- | ----- | ----- | ----- | -------------------------------------------------------------- |
| 捕手     | 今久留主成幸 | 横浜ベイスターズ   | ―     | ―     | ―     | ―        | ―     | ―     | ―     | 23試合 打率.214（14打数3安打）0本塁打 3打点 2盗塁              |
| 一塁手   | 岡田彰布     | 阪神タイガース     | 42    | 53    | 9     | 1        | 7     | 0     | .170  | 1639試合 打率.277（5496打数1520安打）247本塁打 836打点 76盗塁  |
| 二塁手   | 正田耕三     | 広島東洋カープ     | 121   | 443   | 114   | 7        | 24    | 4     | .257  | 1565試合 打率.287（5392打数1546安打）44本塁打 391打点 146盗塁  |
| 三塁手   | 江藤智       | 広島東洋カープ     | 131   | 482   | 136   | 34       | 82    | 7     | .282  | 1814試合 打率.269（5780打数1554安打）364本塁打 1019打点 82盗塁 |
| 遊撃手   | 種田仁       | 中日ドラゴンズ     | 132   | 512   | 130   | 10       | 40    | 10    | .254  | 1434試合 打率.264（4176打数1102安打）71本塁打 401打点 76盗塁   |
| 左翼手   | 松井秀喜     | 読売ジャイアンツ   | 57    | 184   | 41    | 11       | 27    | 1     | .223  | 2042試合 打率.300（7464打数2242安打）444本塁打 1396打点 58盗塁 |
| 中堅手   | 飯田哲也     | ヤクルトスワローズ | 103   | 244   | 53    | 2        | 21    | 11    | .217  | 1505試合 打率.273（4564打数1248安打）48本塁打 363打点 234盗塁  |
| 右翼手   | 宮里太       | 横浜ベイスターズ   | 85    | 139   | 28    | 0        | 7     | 4     | .201  | 761試合 打率.268（1379打数369安打）9本塁打 127打点 62盗塁      |

### パリーグ代表
投手
| 守備位置 | 氏名     | 所属球団       | 登 板 | 勝 利 | 敗 戦 | セ 丨 ブ | 奪 三 振 | 防 御 率 | 通算成績                                      |
| -------- | -------- | -------------- | ----- | ----- | ----- | -------- | -------- | -------- | --------------------------------------------- |
| 投手     | 杉山賢人 | 西武ライオンズ | 54    | 7     | 2     | 5        | 82       | 2.80     | 333試合 17勝13敗17セーブ 295奪三振 防御率3.91 |

野手
| 守備位置 | 氏名       | 所属球団                   | 試 合 | 打 数 | 安 打 | 本 塁 打 | 打 点 | 盗 塁 | 打 率 | 通算成績                                                       |
| -------- | ---------- | -------------------------- | ----- | ----- | ----- | -------- | ----- | ----- | ----- | -------------------------------------------------------------- |
| 捕手     | 親富祖弘也 | 西武ライオンズ             | ―     | ―     | ―     | ―        | ―     | ―     | ―     | 一軍不出場                                                     |
| 一塁手   | 藤本博史   | 福岡ダイエーホークス       | 129   | 456   | 109   | 13       | 53    | 1     | .239  | 1103試合 打率.235（3039打数715安打）105本塁打 419打点 10盗塁   |
| 二塁手   | 島田茂     | 千葉ロッテマリーンズ       | 90    | 248   | 67    | 8        | 31    | 0     | .270  | 339試合 打率.252（771打数194安打）21本塁打 84打点 2盗塁        |
| 三塁手   | 石井浩郎   | 近鉄バファローズ           | 130   | 475   | 147   | 22       | 80    | 0     | .309  | 974試合 打率.289（3091打数894安打）162本塁打 536打点 7盗塁     |
| 遊撃手   | 宇野勝     | 千葉ロッテマリーンズ       | 59    | 166   | 30    | 3        | 9     | 0     | .181  | 1802試合 打率.262（6188打数1620安打）338本塁打 936打点 78盗塁  |
| 左翼手   | 高橋智     | オリックス・ブルーウェーブ | 97    | 370   | 93    | 11       | 48    | 6     | .251  | 939試合 打率.265（2777打数737安打）124本塁打 408打点 24盗塁    |
| 中堅手   | 柴原実     | オリックス・ブルーウェーブ | 71    | 156   | 48    | 1        | 12    | 2     | .308  | 467試合 打率.252（765打数193安打）10本塁打 75打点 12盗塁       |
| 右翼手   | 山本和範   | 福岡ダイエーホークス       | 117   | 369   | 111   | 12       | 40    | 8     | .301  | 1618試合 打率.283（4949打数1400安打）175本塁打 669打点 102盗塁 |